# Chiesa dei Santi Gervasio e Protasio (Firenze)
La chiesa dei Santi Gervasio e Protasio è un luogo di culto cattolico che si trova nella zona a nord del centro di Firenze, nell'omonima piazza trasformata in giardino pubblico nei primi anni 1990.

## Storia e descrizione

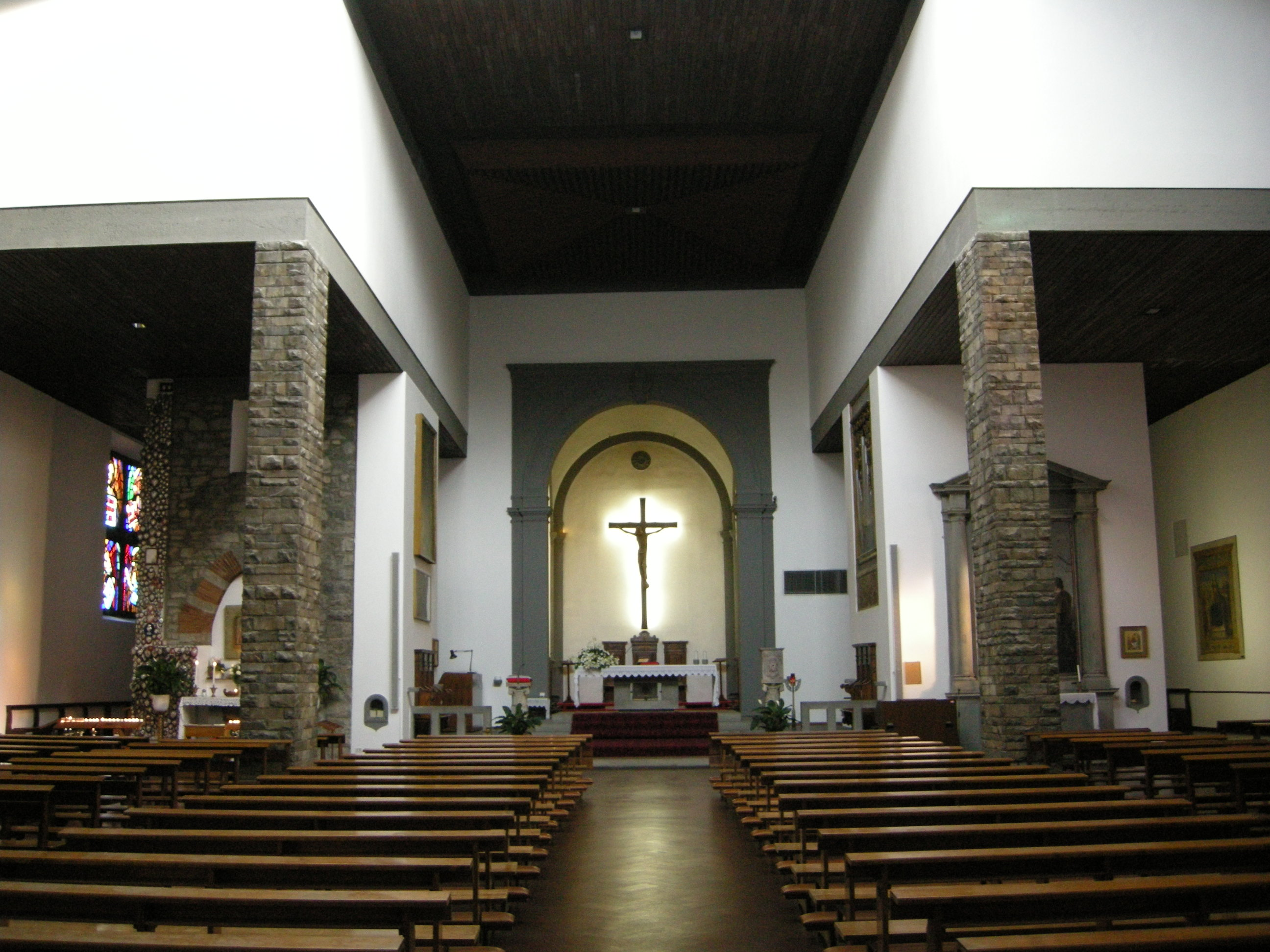
Interno

La tradizione vuole che la chiesa sia stata fondata alla fine del IV secolo da san Zanobi e sant'Ambrogio che aveva portato in dono la reliquia del sangue dei due martiri i cui resti erano stati da lui scoperti pochi anni prima; la chiesa è documentata fino dal 1083 come "chiesa dei santi Cerbagio et Protasio": nel sottosuolo se ne conservano i resti, risalenti a prima del Mille.
Essendo ridotta in stato di abbandono per quasi un secolo fra Sei e Settecento fu restaurata nel 1784 ad opera del granduca Pietro Leopoldo e riconsacrata nel 1800.
Durante la seconda guerra mondiale e il periodo dell'occupazione tedesca, la Chiesa divenne uno dei centri dell'antifascismo fiorentino. Il parroco, don Pio Carlo Poggi, fu impegnato in un'intensa attività assistenziale, incluso "l'allestimento di un rifugio antiaereo destinato agli abitanti del rione nonché di un ambulatorio trasformato durante il periodo dell'emergenza in un piccolo ospedale". In parrocchia furono nascoste armi destinate alle formazioni partigiane e fu dato rifugio a numerosi ex-militari e giovani renitenti alla leva, ricercati politici ed ebrei. Per l'opera prestata durante l'occupazione, a don Poggi fu conferita nel 1947 la medaglia di bronzo al valor militare.
Nel secondo dopoguerra, a causa del numero crescente dei residenti nella parrocchia, fu deciso un ampliamento della chiesa con il completo rifacimento dell'edificio. Nel 1952, fra i vari progetti, vinse quello dell'architetto Lando Bartoli che includeva, integra, la parte absidale e l'antico campanile ottagonale trecentesco, "incamiciandolo" per intero nella costruzione di quello nuovo. I lavori si protrassero per qualche anno e la nuova chiesa fu riconsacrata nel 1957.
All'interno sono conservate opere d'arte risalenti alla fine del Cinquecento, come la tavola con la Moltiplicazione dei pani e dei pesci di Santi di Tito (1592), il Martirio di santo Stefano dello stesso artista (1599), l'Adorazione dei pastori del Passignano, una Madonna del Rosario eseguita nel 1596 da Niccolò Betti, proveniente dalla chiesa di Sant'Andrea a Cerliano presso Scarperia, un Cristo in croce fra i santi di Giulio Cesare e Camillo Procaccini ed altre opere minori. Fra i lavori moderni, la Madonna del popolo di Franco Bigiavi (1956), un trittico con una Crocifissione di Gianni Oliveti (1983), una Sacra Famiglia (1984) e il Martirio dei santi Gervasio e Protasio (1986) entrambe di Alfredo Cifariello, ed altre opere minori fra le quali si ricorda la piccola statua in ceramica bianca San Michele Arcangelo, opera di Gianni Oliveti, installata nel 2022 in una nicchia del campanile 300sco la cui fiancata è visibile all'interno della chiesa. 

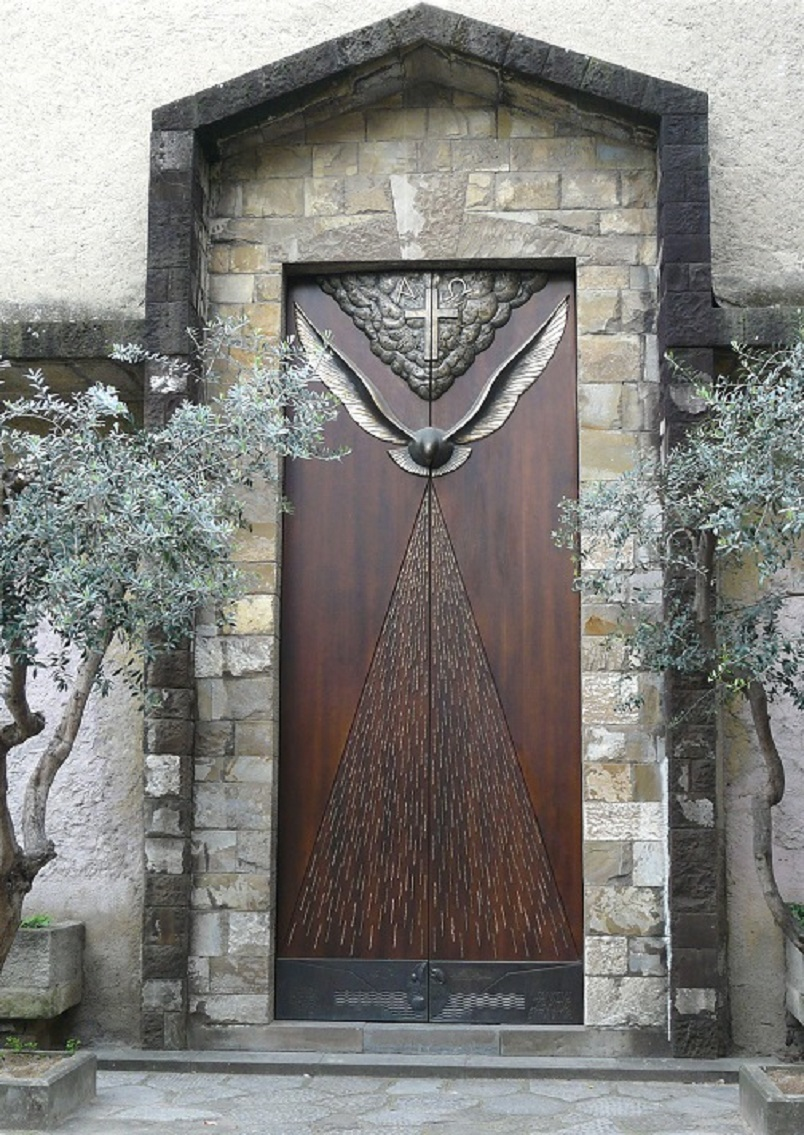
Porta della Trinità

In occasione del Giubileo dell'anno 2000 lo scultore Gianni Oliveti ha eseguito le tre porte della facciata, inaugurate dal cardinale arcivescovo Silvano Piovanelli nel 2001. Fra le porte, in bronzo su legno di rovere, spicca la grande Porta della Trinità, posta al centro: in essa la Colomba dello Spirito Santo irradia la terra con 365 raggi di bronzo che, ogni giorno, vengono ad essere la "vera porta" fra la terra e il Cielo. Successivamente, Oliveti ha realizzato la Porta della Madonna dell'accoglienza (che si affaccia di lato su via Elbano Gasperi), inaugurata dal cardinale arcivescovo Ennio Antonelli nel 2004.
In facciata un San Francesco ed una Santa Caterina, in bronzo, di Delio Granchi. Sul lato destro, di fronte all'edificio, un Padre Pio in terracotta, di Mario Pachioli, inaugurato nel 1986 da Madre Teresa di Calcutta durante una sua visita a Firenze.
L'organo a canne, costruito dalla ditta Chichi nel 1984, dispone di 43 registri su tre manuali e pedale, e si articola in due corpi asimmetrici posti ai lati del presbiterio, uno di 600 e l'altro di 2000 canne; progettista del lavoro fu l'organista monsignor Luigi Sessa.